# Батия (Троя)
Батия (др.-греч. Βάττεια или Βατέα) в древнегреческой мифологии — родоначальница троянских царей, дочь одного из царей Малой Азии Тевкра, выдана замуж за прибывшего сюда из Греции Дардана, который унаследовал царство тестя и назвал страну по своему имени - Дардания. У Батии родились от него сыновья Ил и Эрихтоний. У Эрихтония и Астиохи, дочери Симоента, родился сын Трос (или Трой), внук Батии. Трой унаследовал царскую власть и переименовал всю страну по своему имени - Троя .

От дочери Атланта Электры и Зевса родились Иасион и Дардан. Иасион влюбился в Деметру и хотел обесчестить богиню, но был убит перуном. Дардан же, опечаленный смертью своего брата, покинул Самофраку и переправился на противоположный материк. Царем этой страны был Тевкр, сын реки Скамандра и нимфы Идеи: по его имени и жители этой страны назывались тевкрами. Радушно принятый царем, Дардан получил от него часть его страны и дочь Батию в жены. Он основал там город Дардан, а после смерти Тевкра всю страну назвал Дарданией.

У него родились сыновья Ил и Эрихтоний. Ил умер бездетным, и царская власть перешла к Эрихтонию. Женившись на Астиохе, дочери Симоента, он породил Троя. Трой унаследовал царскую власть и назвал всю страну по своему имени - Троя.